# سوزان هوف
سوزان هوف (بالإنجليزية: Susan Hough)‏ هي كاتِبة أمريكية، ولدت في 20 مارس 1961.